# Двор (Хорватия)
Двор (хорв. Dvor, серб. Двор) — община с центром в одноимённом городе в центральной части Хорватии, в Сисацко-Мославинской жупании. Население общины 5570 человек (2011), население города — 1406 человек. В состав общины кроме административного центра входят ещё 63 деревни.
По переписи 1991 86,5 % населения посёлка составляли сербы. В ходе войны в Хорватии в результате военных действий и бегства мирных жителей общее число жителей общины упало с 14 555 человек в 1991 году до 5 570 в 2011 году. По итогам переписи 2011 года сербы насчитывали 71,9 % населения, хорваты — 25,8 %. В общине Двор самый высокий процент сербского населения среди общин Сисацко-Мославинской жупании. Сербский язык на кириллической графике признан в общине вторым официальным языком.
Община расположена на левом берегу реки Уна при впадении в неё небольшой реки Жировница. По Уне проходит граница с Боснией и Герцеговиной. На противоположном берегу находится боснийский город Нови-Град (бывший Босански-Нови). К северу от долины Уны проходит цепь невысоких холмов Зринска-Гора. В Дворе заканчивается хорватское шоссе D6 Карловац — Глина — Двор, которая продолжается в Боснии автодорогой Нови-Град — Приедор — Баня-Лука. На мосту над Уной — пограничный переход. Ещё одна автодорога D47, идущая вдоль Уны, соединяет Двор с городом Хрватска-Костайница.

## История
В XV—XVI веках эта местность принадлежала графам Зринским, на месте нынешнего Двора находились серебряные рудники. С 1556 по 1718 год Двор был оккупирован турками. После освобождения от турок Двор вошёл в состав Военной Границы, сюда активно переселялись сербские переселенцы. В составе Югославии Двор входил в состав сначала Врбасской бановины, а с 1939 года Хорватской бановины. В Королевстве Югославия носил название Двор-на-Уне. Во время Второй мировой войны в составе Независимого государства Хорватия, после неё — в социалистической Республике Хорватия (СФРЮ). В 1991—1995 годах Двор входил в состав самопровозглашённой Республики Сербская Краина, возвращён в состав Хорватии после операции Буря. В ходе операции были совершены преступления против мирного населения (Резня в Дворе).